# Крюковская площадь
Крю́ковская пло́щадь — площадь в районе Старое Крюково Зеленоградского административного округа Москвы.
Вместе с железнодорожной станции Крюково, Привокзальной площадью, Крюковской эстакадой образует Крюковский транспортно-пересадочный узел.

## Происхождение названия
Историческое название по железнодорожной станции Крюково. На площадь выходит правый выход с платформ станции при движении из Москвы — на северо-восток, в Старый город.